# 八丁牟田駅
八丁牟田駅（はっちょうむたえき）は、福岡県三潴郡大木町大字八町牟田にある西日本鉄道（西鉄）天神大牟田線の駅。駅番号はT36。
大木町の中心部に位置し、筑後市（羽犬塚）方面からの利用も便利である。

## 歴史
- 1937年（昭和12年）10月1日：九州鉄道の駅として開業。
- 1942年（昭和17年）9月22日：西日本鉄道の駅となる。
- 1966年（昭和41年）：駅舎改築。
- 2008年（平成20年）5月18日：ICカードnimoca供用開始。
- 2015年（平成27年）：駅舎及び駅周辺の整備。
- 2017年（平成29年）2月1日：駅ナンバリングを導入[1]。
- 2021年（令和3年）4月1日：駅集中管理システムの導入に伴い、終日無人化[2][3]。

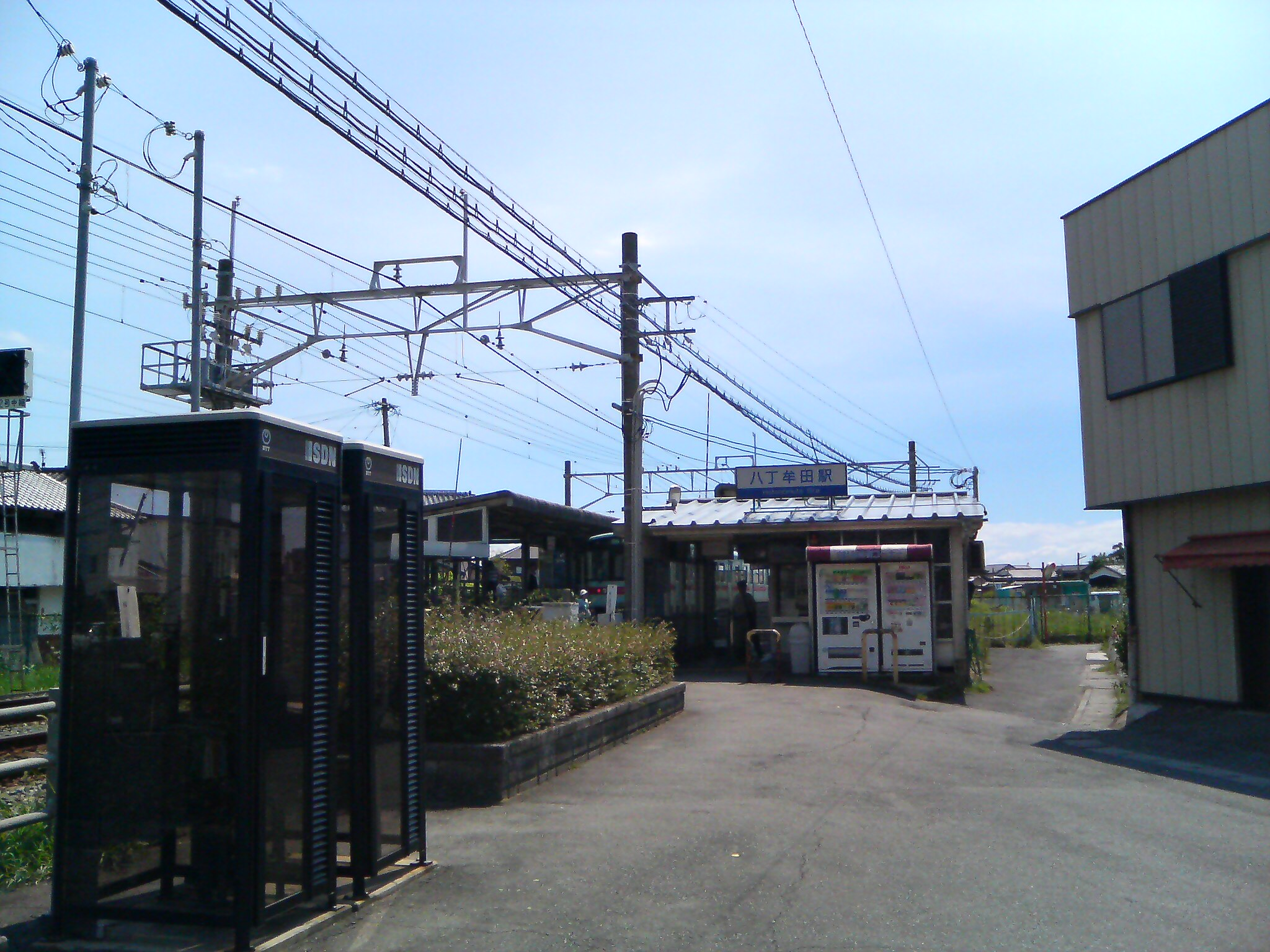
改装前の駅舎

## 駅構造

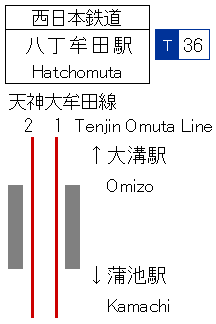
配線図

2面2線ホームを有する地上駅。ホーム有効長は7両分ある。
| ホーム | 路線          | 方向 | 行先                     | 備考 |
| ------ | ------------- | ---- | ------------------------ | ---- |
| 1      | ■天神大牟田線 | 下り | 柳川・大牟田方面         |      |
| 2      | ■天神大牟田線 | 上り | 久留米・福岡（天神）方面 |      |

## 利用状況
2024年度の1日平均乗降人員は1,365人である。
| 年度               | 1日平均 乗降人員 | 出典       |
| ------------------ | ---------------- | ---------- |
| 2011年（平成23年） | 1,281            |            |
| 2012年（平成24年） | 1,295            |            |
| 2013年（平成25年） | 1,289            |            |
| 2014年（平成26年） | 1,221            |            |
| 2015年（平成27年） | 1,176            |            |
| 2016年（平成28年） | 1,237            |            |
| 2017年（平成29年） | 1,243            |            |
| 2018年（平成30年） | 1,247            |            |
| 2019年（令和元年） | 1,244            | [ 西鉄 2 ] |
| 2020年（令和02年） | 930              | [ 西鉄 3 ] |
| 2021年（令和03年） | 1,016            | [ 西鉄 4 ] |
| 2022年（令和04年） | 1,187            | [ 西鉄 5 ] |
| 2023年（令和05年） | 1,316            | [ 西鉄 6 ] |
| 2024年（令和06年） | 1,365            | [ 西鉄 1 ] |

## 駅周辺

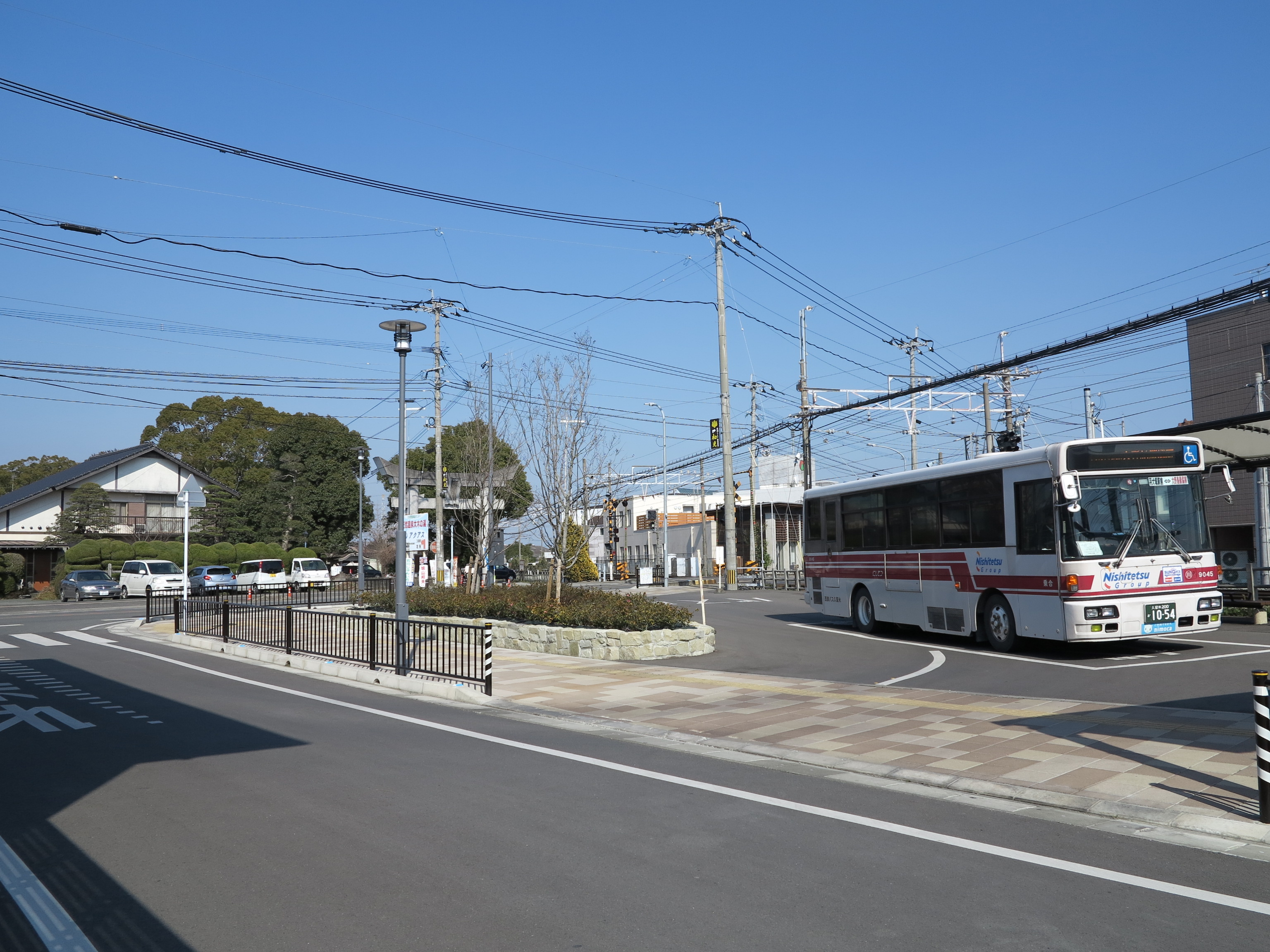
駅前に停車中の西鉄バス
写真より右に駅舎がある

当駅整備に向けた用地が町営駐車場として供用され、鉄道利用者は格安料金（平日400円、土休日100円）で利用できていたが、2015年の改装工事の際に営業を終了した。現在は駐車場跡地は屋根付きの駐輪場と車の乗降場及びロータリーとなり、加えてそれらへと通じる屋根付きの通路が設置されている。
- 大木町立大木中学校
- 大木町立木佐木小学校
- 大木光の子幼稚園
- 大木郵便局
- 大木町役場
- 大木農業総合試験場
- 天然温泉アクアス
- メガネプラザ大木町店
- 福岡大城農業協同組合
- 大川信用金庫大木支店

### バス路線
駅前に八丁牟田バス停が設置されている。
- 西鉄バス久留米
  - 羽犬塚線 - 大川市（大野島）、筑後市（羽犬塚駅）方面

## 隣の駅
西日本鉄道
■天神大牟田線
■特急・■急行
通過
■普通
大溝駅（T35） - 八丁牟田駅（T36） - 蒲池駅（T37）